# Ctenus abditus
Ctenus abditus este o specie de păianjeni din genul Ctenus, familia Ctenidae, descrisă de Theo Albert Arts în anul 1912. Conform Catalogue of Life specia Ctenus abditus nu are subspecii cunoscute.